# Homalomena burkilliana
Homalomena burkilliana är en kallaväxtart som beskrevs av Henry Nicholas Ridley. Homalomena burkilliana ingår i släktet Homalomena och familjen kallaväxter.
Artens utbredningsområde är Sumatera. Inga underarter finns listade.